# La Coma i la Pedra
La Coma i la Pedra är en kommun i Spanien.   Den ligger i provinsen Província de Lleida och regionen Katalonien, i den nordöstra delen av landet, 500 km öster om huvudstaden Madrid. Antalet invånare är 274. Arean är 61 kvadratkilometer. La Coma i la Pedra gränsar till Josa i Tuixén, Gósol, Guixers, Sant Llorenç de Morunys, Odèn och La Vansa i Fórnols. 
Terrängen i La Coma i la Pedra är kuperad åt sydost, men åt nordväst är den bergig.